# Dumont (New Jersey)
Dumont ist eine Stadt im Bergen County des Bundesstaats New Jersey in den USA. Das U.S. Census Bureau hat bei der Volkszählung 2020 eine Einwohnerzahl von 17.863 ermittelt.

## Geographie
Nach dem United States Census Bureau hat die Stadt eine Gesamtfläche von 5,2 km², wobei keine Wasserflächen miteinberechnet sind.

## Geschichte
Vier Bauwerke im Ort sind im National Register of Historic Places (NRHP) eingetragen (Stand 26. Oktober 2018).

## Demographie

### Zensus von 2000
Nach der Volkszählung von 2000 gab es 17.503 Menschen, 6.370 Haushalte und 4.758 Familien in der Stadt. Die Bevölkerungsdichte beträgt 3.396,0 Einwohner pro km². 83,77 % der Bevölkerung sind Weiße, 1,49 % Afroamerikaner, 0,10 % amerikanische Ureinwohner, 10,96 % Asiaten, 0,01 % pazifische Insulaner, 1,94 % anderer Herkunft und 1,74 % Mischlinge. 8,36 % sind Latinos unterschiedlicher Abstammung.
Von den 6.370 Haushalten (2000) haben 34,7 % Kinder unter 18 Jahre. 61,8 % davon sind verheiratete, zusammenlebende Paare, 9,5 % sind alleinerziehende Mütter, 25,3 % sind keine Familien, 22,3 % bestehen aus Singlehaushalten und in 11,8 % Menschen sind älter als 65. Die Durchschnittshaushaltsgröße beträgt 2,75, die Durchschnittsfamiliengröße 3,24.
24,4 % der Bevölkerung sind unter 18 Jahre alt, 6,1 % zwischen 18 und 24, 31,3 % zwischen 25 und 44, 22,8 % zwischen 45 und 64, 15,4 % älter als 65. Das Durchschnittsalter beträgt 38 Jahre. Das Verhältnis Frauen zu Männer beträgt 100:92,6, für Menschen älter als 18 Jahre beträgt das Verhältnis 100:88,2.
Das jährliche Durchschnittseinkommen der Haushalte beträgt 65.490 USD, das Durchschnittseinkommen der Familien 73.880 USD. Männer haben ein Durchschnittseinkommen von 47.402 USD, Frauen 35.331 USD. Der Prokopfeinkommen der Stadt beträgt 26.489 USD. 2,6 % der Bevölkerung und 2,0 % der Familien leben unterhalb der Armutsgrenze, davon sind 3,5 % Kinder oder Jugendliche jünger als 18 Jahre und 1,7 % der Menschen sind älter als 65.

### Zensus von 2010
Nach dem United States Census von 2010 gibt es 17.479 Einwohner in 6.364 Haushalten mit 4.678 Familien im Borough. Gezählt wurden 6.542 Gebäudeeinheiten (housing units) mit einer mittleren Dichte von 3.299,2 pro Quadratmeile.
75,91 % (13.268) sind Weiße, 14,99 % (2.620) Asiaten, 14,76 % (2.580) spanischer Herkunft oder Latinos, 2,55 % (445) Afroamerikaner, 0,18 % (32) amerikanische Ureinwohner, 0,02 % (3) pazifische Insulaner, 4,06 % (709) anderer Herkunft, sowie 2,30 % (402) Mischlinge.
Die 6.364 Haushalte verteilen sich wie folgt: In 33,2 % der Haushalte leben Kinder unter 18 Jahren, 58,2 % stellen verheiratete Paare, 11,2 % sind Haushalte mit einer alleinstehenden Frau als Haushaltsvorstand, 26,5 % sind nichtfamiliäre Haushalte. 26,5 % aller Haushalte sind nichtfamiliär (non-families), 23,4 % der Haushalte sind alleinstehende Personen, 11,5 % sind solche, die von einer Einzelperson über 65 Jahre gebildet werden. Die durchschnittliche Haushaltsgröße sind 2,75 Menschen, die durchschnittliche Familiengröße 3,27 Menschen. Gleichgeschlechtliche Paare stellen 25 Haushalte 2010 gegenüber 20 im Jahr 2000.
Im Borough sind 22,5 % der Bevölkerung unter 18 Jahre, 7,7 % im Alter von 18 bis 24 Jahre, 25,0 % von 25 bis 44 Jahre. 29,4 % sind zwischen 45 und 64 Jahre alt, 15,5 % älter als 65. Der Median des Alters ist 41,8 Jahre, auf 100 weibliche Personen kommen 92,5 männliche, auf 100 weibliche Personen, die 18 Jahre oder älter sind, kommen 90,1 Männer.
Inflationsbereinigt ist der Median der Haushaltseinkommen vom Census-Büro auf ca. 82.286 US-$, der Median der Familieneinkommen 93.125 US-$. Dem Median des einkommens männlicher Personen von 62.065 US-$ steht dem von 45.965 US-$ von Frauen gegenüber. Das Pro-Kopf-Einkommen beträgt ca. 33.520 US-$. 2,5 % der Familien und 3,2 % der Bevölkerung (einschließlich der 2,2 % der unter 18-Jährigen und 8,4 % der Menschen über 65 Jahre).

## Persönlichkeiten
- Michale Graves (* 1975), Horrorpunk-Musiker